# Gunter Sachs

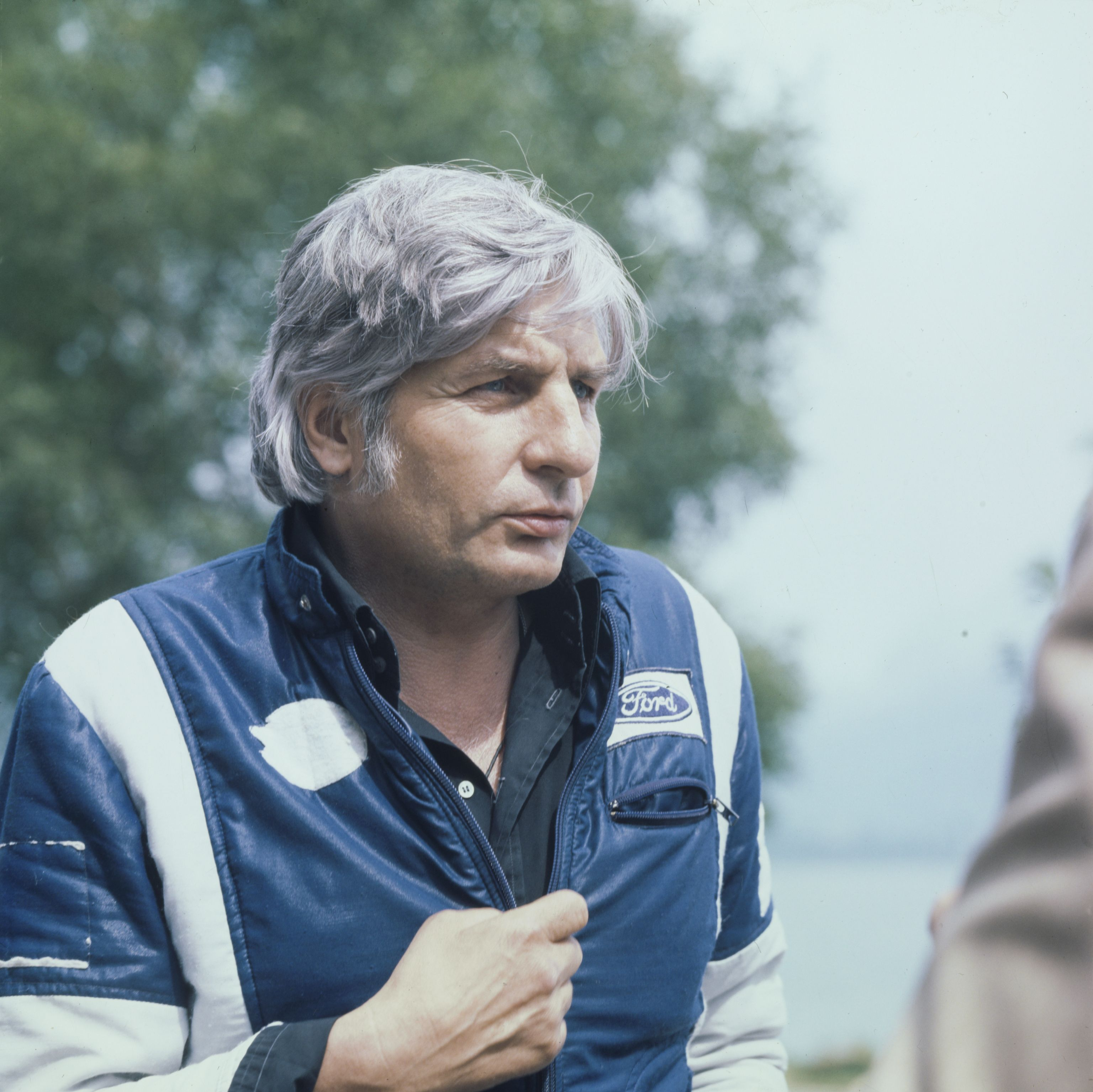
Gunter Sachs (1978)

Fritz Gunter Sachs (* 14. November 1932 in Mainberg bei Schweinfurt; † 6. Mai 2011 in Gstaad), früher auch Gunter Sachs von Opel genannt, war ein deutsch-schweizerischer Industriellenerbe, Bobfahrer, Fotograf, Dokumentarfilmer, Kunstsammler und Astrologe. Sein extrovertierter Lebensstil machte ihn in den 1960er und 1970er Jahren besonders als Prototyp des Gentleman-Playboys bekannt.

## Leben

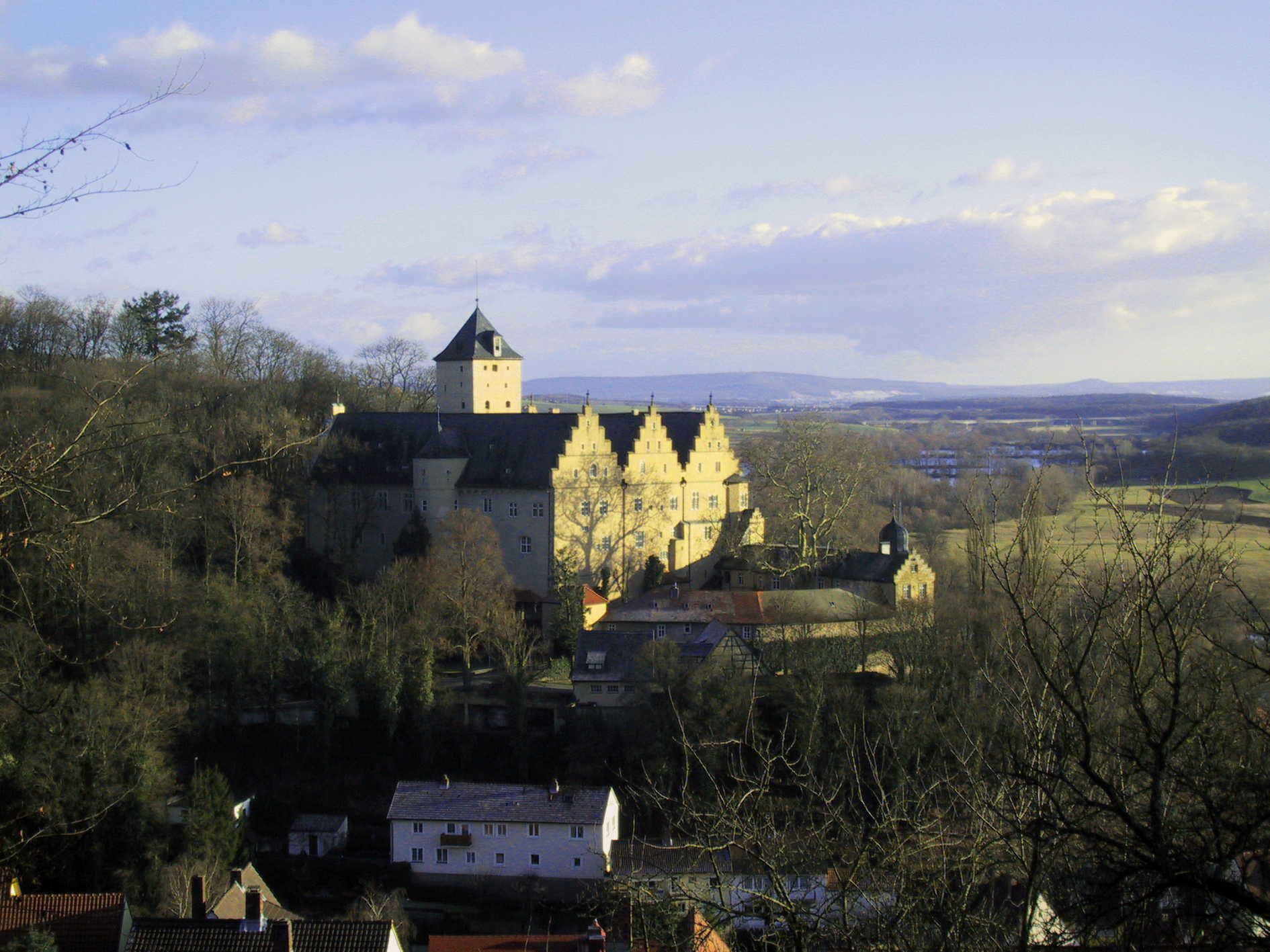
Schloss Mainberg bei Schweinfurt, die Geburtsstätte von Gunter Sachs

Gunter Sachs war der jüngere Sohn des deutschen Industriellen Willy Sachs, der 1932 Alleininhaber der Fichtel & Sachs AG in Schweinfurt wurde. Sein Großvater väterlicherseits war der Geheimrat Ernst Sachs, Erfinder des Fahrrad-Freilaufs und der Rücktrittbremse sowie Mitbegründer des Unternehmens. Der Großvater mütterlicherseits, Wilhelm von Opel, war der Sohn des Opel-Gründers Adam Opel.
Die ersten Lebensjahre verbrachte Gunter auf Schloss Mainberg. Noch vor seinem dritten Geburtstag trennten sich die Eltern. Die Mutter Elinor von Opel, im Gegensatz zu ihrem Ex-Mann eine Gegnerin der Nationalsozialisten, versuchte mit beiden Kindern in die Schweiz auszureisen. Sie wurde jedoch an der Grenze festgenommen. Die Kinder kamen für einige Zeit ins Erziehungsheim Plänkis, wo sie gut behandelt wurden. Nach einem Rechtsstreit der Eltern, an dem sich NS-Größen wie Hermann Göring und das Schweizer Außenministerium beteiligten, durfte Gunter bei der Mutter in der Schweiz leben. Der erstgeborene Bruder Ernst Wilhelm verbrachte einige Monate beim Vater in Deutschland, bevor auch er zu Mutter und Bruder in die Schweiz ausreisen durfte.
Gunter Sachs besuchte das St. Galler Internat «Auf dem Rosenberg» sowie das Internat Lyceum Alpinum Zuoz im Oberengadiner Dorf Zuoz. Er studierte Mathematik und Wirtschaft in Lausanne und absolvierte eine Feinmechaniker- und eine Banklehre. Zudem erwarb er ein französisches Dolmetscherdiplom.
Willy Sachs litt laut Gunter Sachs unter Depressionen. Nach dem Suizid seines Vaters im November 1958 wurde sein älterer Bruder Ernst Wilhelm stellvertretender Vorstandsvorsitzender der Sachs-Gruppe in Schweinfurt (bis 1967). Gunter Sachs trat als stellvertretender Vorsitzender in den Aufsichtsrat ein, dem er, über den Unfalltod seines Bruders (1977) hinaus, bis Mitte der 1980er Jahre angehörte.

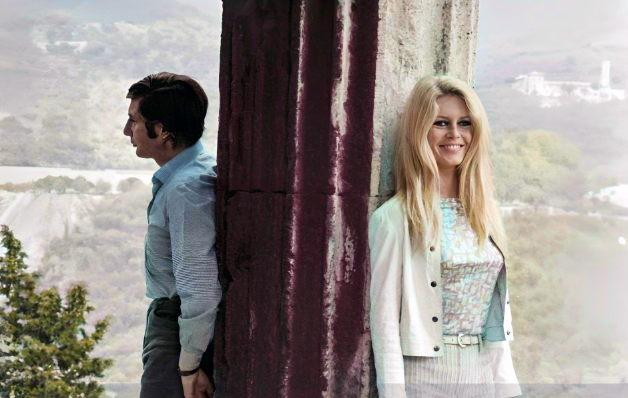
Gunter Sachs und Brigitte Bardot
im März 1967 in Italien

Ebenfalls 1958 kam seine erste Ehefrau Anne-Marie Faure durch einen Narkosefehler ums Leben. Aus dieser Ehe stammt sein Sohn Rolf Sachs, der sich als Möbeldesigner und zuletzt als Bühnenbildner einen Namen machte. In den 1960er Jahren wurde Gunter Sachs in den Medien als Playboy populär. Er hatte in der ersten Hälfte des Jahrzehnts mehr als fünf private Begleiterinnen, mit denen er sich in der Öffentlichkeit medienwirksam zeigte. Später wurde Sachs als Fotograf, Kunstsammler und Dokumentarfilmer bekannt. Nachdem seine Liaison mit der persischen Exkaiserin Soraya im Sommer 1962 Schlagzeilen gemacht hatte, verfolgten ihn die Fotografen auf Schritt und Tritt. Er machte den kleinen Hafenort Saint-Tropez bekannt und propagierte die freie Liebe. Seine Ehe mit der französischen Filmschauspielerin Brigitte Bardot bestand von 1966 bis 1969. Kurz nach der Scheidung heiratete er 1969 Mirja Larsson (* 1943), ein schwedisches Model. Dieser Ehe, die bis zu seinem Tode hielt, entstammen zwei Söhne: Gunnar und Alexander.
Nachdem 1972 der Bau eines von Sachs mitinitiierten Museums für moderne Kunst in München gescheitert war, verlegte er seine Aktivitäten als Kunstförderer nach Hamburg. In seiner „Galerie an der Milchstraße“, als deren Geschäftsführerin er die Fotografin Angelika Platen einsetzte, widmete er am 6. Oktober 1972 die erste Ausstellung Andy Warhol – der auch zur Vernissage anwesend war –, mit dem ihn eine langjährige Freundschaft verband. Weil es ihm unangenehm war, dass keiner Warhols Arbeiten haben wollte, kaufte er ein Drittel der Exponate heimlich selbst, um den Künstler nicht zu enttäuschen.
1974 war Gunter Sachs der Fotograf des offiziellen Plakats der Photokina, der wichtigsten internationalen Messe für Fotografie, die ihn für seine Arbeiten mit einem Obelisken auszeichnete. Zahlreiche große nationale (Berlin, Hamburg, Leipzig) und internationale Ausstellungen (Rom, Zürich, Stockholm, Paris, St. Petersburg, Moskau) seiner Werke folgten.
1995 gründete Sachs das Institut zur empirischen und mathematischen Untersuchung des möglichen Wahrheitsgehaltes der Astrologie in Bezug auf das Verhalten von Menschen und deren Anlagen (IMWA) und veröffentlichte den Bestseller Die Akte Astrologie.
Weniger bekannt geworden ist sein Engagement für die medizinische Grundlagenforschung, seine Unterstützung des Salk Institute in San Diego sowie seine Mitgliedschaft im Kuratorium des Max-Planck-Instituts für Psychiatrie, dessen Forschung er auch finanziell förderte. Einen Großteil der Erlöse seiner Aktivitäten spendete er der Mirja-Sachs-Stiftung für Kinder in Not.
Seit 1976 besaß Sachs die schweizerische Staatsbürgerschaft. Er war in Surcuolm, dem späteren Mundaun, Kanton Graubünden, heimatberechtigt. Sachs lebte an verschiedenen Orten in der Schweiz, Frankreich, den USA, England, Kärnten, Tirol und Oberbayern.
In der Autobiografie Mein Leben (2005) ging Sachs nur sehr kurz auf seine Herkunft ein.
In der Nacht vom 6. auf den 7. Mai 2011 starb er im Alter von 78 Jahren durch Suizid; er erschoss sich in seinem Haus in Gstaad. In seinem Abschiedsbrief begründete er seinen Suizid mit dem Hinweis auf die vermutete Erkrankung an Alzheimer: „In den letzten Monaten habe ich durch die Lektüre einschlägiger Publikationen erkannt, an der ausweglosen Krankheit A. zu erkranken. […] Der Verlust der geistigen Kontrolle über mein Leben wäre ein würdeloser Zustand, dem ich mich entschlossen habe, entschieden entgegenzutreten.“ Er habe bei sich entsprechende Symptome festgestellt. Darüber hinaus erklärten seine Vertrauten, dass er unter Depressionen litt.
Die Trauerzeremonie für Gunter Sachs wurde am 13. Mai 2011 im Kreis der Familie und Freunde, darunter seine engste Vertraute Marianne Sayn-Wittgenstein-Sayn, begangen. Sie fand in der evangelischen Kirche Saanen im Kanton Bern statt. Die Urne wurde später auf dem dortigen Friedhof beigesetzt.
Den Grabstein ziert ein Zitat mit folgender Inschrift:

„Ein guter, edler Mensch, der mit uns gelebt, kann uns nicht genommen werden. Er lässt eine leuchtende Spur zurück gleich jenen erloschenen Sternen, deren Bild die Erdbewohner noch nach Jahrhunderten sehen.“

## Tätigkeitsfelder

### Unternehmen
Als eigenständiger Unternehmer im Einzelhandel machte Sachs ab Mitte der 1960er Jahre auf sich aufmerksam. Er baute mit Micmac eine internationale Kette von Modeboutiquen auf, die zum Zeitpunkt ihres Verkaufs an eine japanische Gruppe im Jahr 1981 über 400 eigene Verkaufsstellen verfügte. 1970 gründete Sachs in St. Moritz zusammen mit ein paar Freunden zunächst den „Dracula’s Ghostriders Club“. 1972 ließ er das Gebäude des Dracula-Clubs, der am 14. Februar 2013 mit einem Fest seinen vierzigsten Geburtstag feierte, erstellen. Geführt wird der Club von seinem Sohn Rolf Sachs, welcher seit 2015 mit Mafalda Prinzessin von Hessen liiert ist. Prinzessin Mafalda ist die Schwester des Oberhauptes des Hauses Hessen, dem Ehemann von Floria Gräfin von Faber-Castell.
Ab 1976 veräußerten die beiden Brüder den Sachs-Konzern in mehreren Aktienpaketen. 1987 übernahm die Mannesmann AG die Aktienmehrheit am Unternehmen. Seit 2001 gehört es zu 100 % der ZF Friedrichshafen AG. Das Vermögen von Sachs belief sich laut Manager Magazin auf geschätzte 500 Millionen Euro.

### Sport

Streckenplan der Bobbahn in St. Moritz

1959 gewann Gunter Sachs als Mitglied des St. Moritz Bobsleigh Club den Junioren-Europameistertitel im Zweierbob. Zehn Jahre später übernahm Sachs das Präsidentenamt des St. Moritz Bobsleigh Club, dem er bis zu seinem Tod vorstand. Im Februar 2009 wurde er für sein 40-jähriges Dienstjubiläum geehrt. Zu seinen Ehren wurde der Platz oberhalb der Bobbahn in Plazza Gunter Sachs umbenannt.

### Kunstsammlung

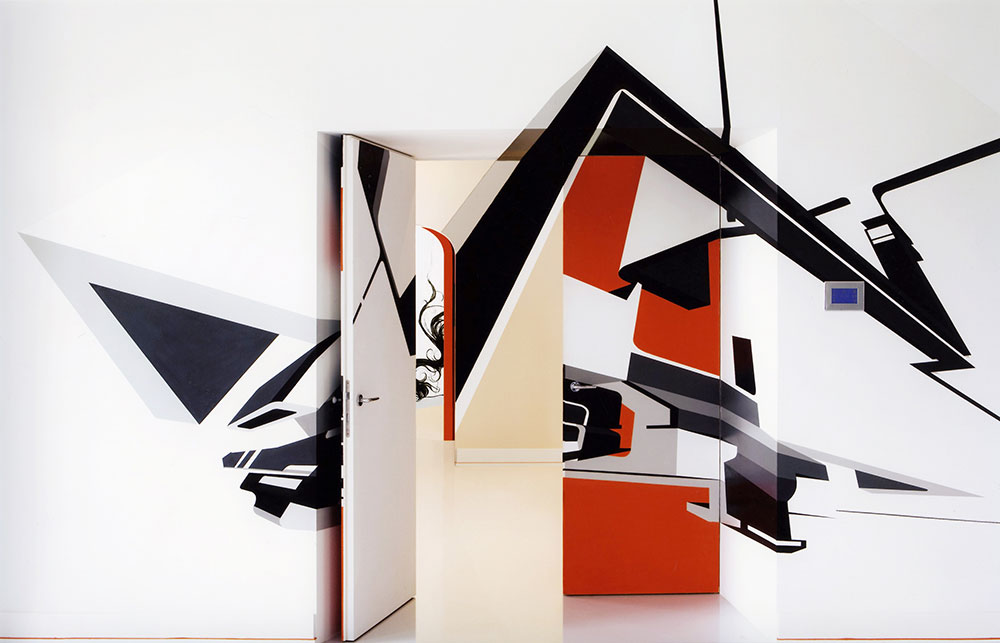
Point of view: Wohnung von Gunter Sachs im Schlosshotel Velden

Seine Sammlung zeitgenössischer Kunst baute Sachs schon in jungen Jahren auf, begünstigt durch persönliche Kontakte zu Malern und Bildhauern wie Jean Fautrier, Andy Warhol, César, Arman, Yves Klein, René Magritte, Salvador Dalí, Roy Lichtenstein, Tom Wesselmann und Allen Jones. Viele dieser Künstler waren 1969 an der Gestaltung der legendären Pop-Art-Wohnung im Turm des Palace-Hotels in St. Moritz beteiligt, die in der Kunstwelt nachhaltig Beachtung fand. Von 1967 bis 1975 war Gunter Sachs gemeinsam mit Konstantin von Bayern Präsident des von ihm mitgegründeten Vereins Modern Art Museum München (MAM), der sich für den Bau eines umfassenden Museums für zeitgenössische Kunst in München einsetzte und in der Villa Stuck zahlreiche Ausstellungen zeigte. Jeden Monat stellte das MAM einen neuen Künstler aus oder auch mehrere derselben Schule vor. Victor Vasarely, Georg Baselitz, Heinz Edelmann, Christo, Cy Twombly, Alexander Calder, Heinz Mack, Jean Tinguely, Roy Lichtenstein, Gotthard Graubner oder Hermann Glöckner fanden so ihren Weg in die Räume des Museums. Von 1972 bis 1975 unterhielt Sachs eine Kunstgalerie in der Milchstraße 28 in Hamburg-Pöseldorf. Diese war mit einer Andy-Warhol-Ausstellung eröffnet worden. Sie wurde von der Fotografin Angelika Platen geleitet.
Bei einer Versteigerung im Mai 2012 erzielten die Werke seiner Sammlung mit über 35 Millionen Pfund unerwartet hohe Preise, ein Selbstporträt von Andy Warhol zum Beispiel 5,4 Millionen statt geschätzter 2–3 Millionen Pfund.

### Film
Mit dem Filmen beschäftigte sich Gunter Sachs schon Ende der 1950er. Damals kümmerte er sich zwei Jahre lang um die sehr kranke Freundin Brigitte Laaf, die nach der Diagnose US-amerikanischer Ärzte als unheilbar an Krebs erkrankt galt: „Eine furchtbare Zeit. Um zwischendurch auf andere Gedanken zu kommen, habe ich auf den Rat eines Freundes zur Filmkamera gegriffen. Ich wollte einen Dokumentarfilm drehen – über das kleine Fischerdorf am Genfer See, in dem wir damals lebten. So war ich nie zu weit vom Haus entfernt.“ Zwei Wochen hatte sich Sachs von dem Kameramann Kurt Hasse das Nötige zeigen lassen, dann hatte er gleich alles selbst gemacht – Drehbuch, Regie, Kamera, Ton, Kommentar.
Von 1963 bis 1968 drehte Gunter Sachs fünf Kurzfilme, die jeweils das Prädikat „Wertvoll“ erhielten und auf verschiedenen Festivals ausgezeichnet wurden. 1964 gewann er den 1. Preis auf dem Festival von San Sebastian für Pazifische Impressionen, 1965 folgte der 1. Preis beim Festival von Hyères für Die Giraffen von St. Tropez.
1969 erschien sein in Liechtenstein gedrehter Dokumentar- beziehungsweise Sportfilm Happening in White über den Skisport. Seine Darsteller waren vor allem frühe Vertreter des Freistil-Skifahrens (beziehungsweise Trick-Ski und Ski-Akrobatik; Tom Leroy, Hermann Göllner, Roger Staub, Art Furrer – notiert als Arthur Furrer; teilweise auch in weiteren Disziplinen bekannt) und weitere damalige Wintersport-Stars (Ludwig „Luggi“ Leitner – Alpine Kombination, Nino Bibbia – unter anderem Skeleton, Sonja Pfersdorf und Günther Matzdorf – Paar im Eiskunstlauf). Die Musik dazu gestaltete Peter Thomas. Dafür erhielt Sachs 1972 den 1. Preis des Internationalen Olympischen Komitees in Cortina d’Ampezzo. Dieser Film mit 47 Minuten Länge zeigt das von ihm als Neuheit eingesetzte Stilmittel der Superzeitlupe. Dieses Stilmittel etablierte sich später neben den dynamischen Sportarten vor allem bei Western- und Actionfilmen. Das Lexikon des internationalen Films beschreibt den Inhalt und kritisiert wie folgt:
„Ein Sportfilm über Skifahren und Rodeln in St. Moritz und die Vergnügungen des Jet-Sets beim Wellenreiten auf Hawaii. Ambitioniert, aber einfallslos, mit phrasenhaftem Dialog.“

### Fotografie und Grafik

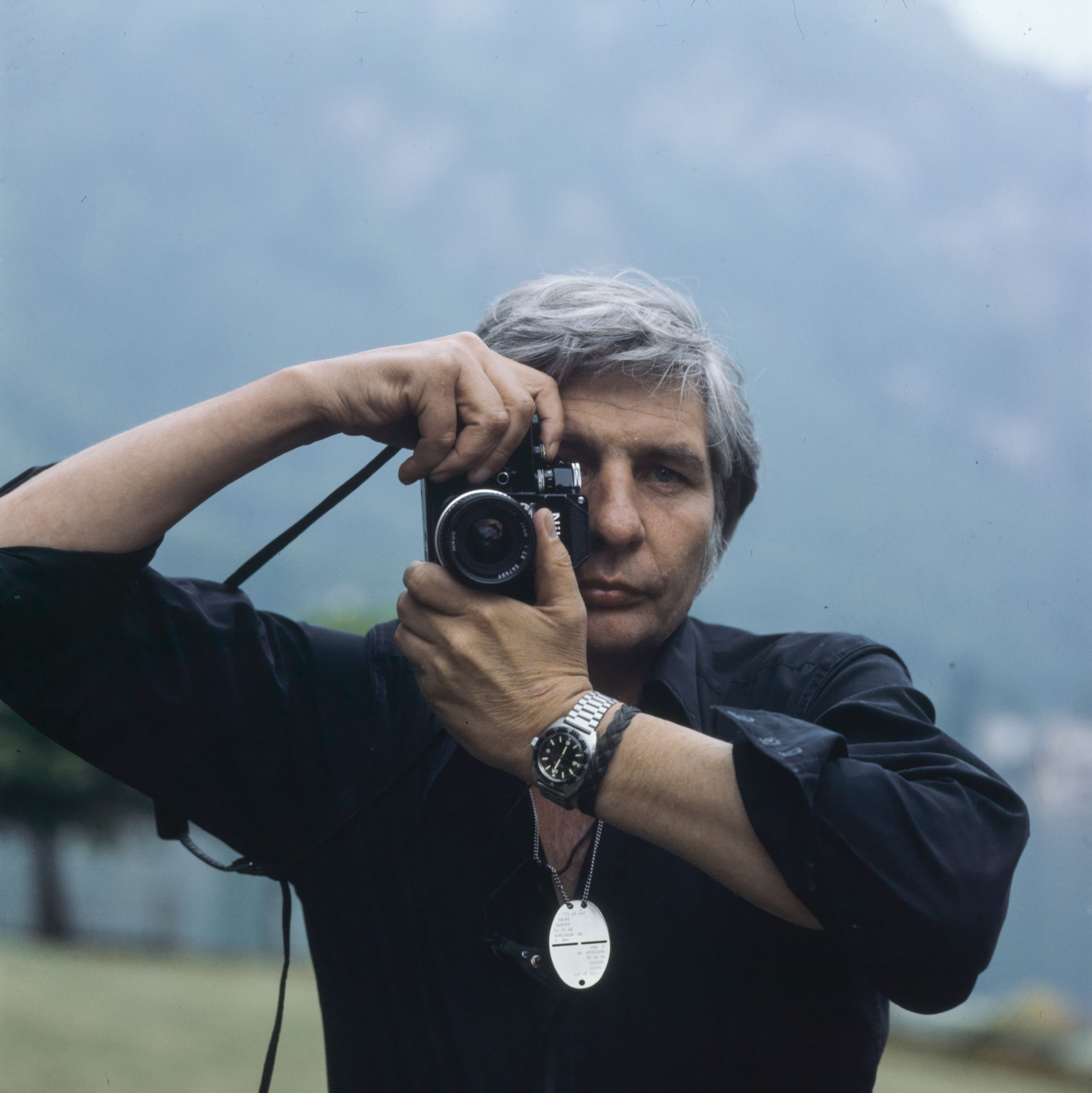
Gunter Sachs (1978)

Ab 1972 arbeitete Sachs professionell als Fotograf, 1973 sorgte er für Aufsehen mit der ersten Aktaufnahme in der französischen Vogue. Internationale Anerkennung erlangte er 1974 mit einer Sonderschau auf der Fachmesse Photokina, für die er auch das offizielle Ausstellungsplakat gestaltete. 1976 wurde er mit dem Leica-Preis ausgezeichnet. An den „Deutschen Fototagen“ und der Photokina erhielt er 1994 für Die Farbe Weiss und 1995 für Die Farbe Rot erste Preise.
Der Schwerpunkt seiner Fotografie sind surreale Akt- und Landschaftsaufnahmen, die in mittlerweile sieben Bildbänden veröffentlicht wurden. Früh beschäftigte sich Gunter Sachs auch mit digitaler Fotografie, er zeigte bereits 1995 dieses Novum in mehreren Ausstellungen. Die Erlöse aus dem Verkauf seiner Fotos und Bildbände fließen in die Mirja-Sachs-Stiftung.
Im Auftrag von SWR3 gestaltete Gunter Sachs 2009 das offizielle Plakat des New Pop Festival in Baden-Baden. Damit stand er in einer Reihe mit James Rizzi, Thitz oder Udo Lindenberg, die in den Jahren zuvor Motive entworfen hatten. Es war die erste Zusammenarbeit des Radiosenders mit dem Fotokünstler.

### Ausstellungen
Sachs’ Werke wurden in über 40 internationalen Ausstellungen gezeigt. 2003 würdigte das Hamburger Museum für Kunst und Gewerbe den Fotografen, Kunstsammler und Dokumentarfilmer Sachs mit einer Retrospektive. Im Jahr 2005 zeigte das Staatliche Russische Museum in St. Petersburg eine Ausstellung mit rund 100 Aufnahmen des Künstlers aus den letzten drei Jahrzehnten. Die Ausstellung machte 2007 auch in der Staatlichen Kunstgalerie Kaliningrad Station.
Vom 1. März bis zum 22. Juni 2008 präsentierte das Museum der bildenden Künste Leipzig unter dem Titel Gunter Sachs – Die Kunst ist weiblich… eine umfassende Ausstellung über das Leben und Werk von Sachs. Auf dem Plakat über dem Museumseingang wurde Claudia Schiffer als Isadora Duncan dargestellt, die sich an ihrem roten Seidenschal durch einen Autounfall 1927 erdrosselte. Neben zahlreichen fotografischen Arbeiten waren Teile seiner privaten Kunstsammlung (Pop Art, Nouveau Réalisme, Informel, Surrealismus) zu sehen sowie seine Dokumentarfilme und persönliche Erinnerungsstücke aus seinem Leben, wie seine Motorräder und Bobschlitten. In Anbetracht des großen Publikumserfolges wurde die Ausstellung bis zum 5. Oktober 2008 verlängert. Insgesamt kamen 68.300 Besucher, was die Retrospektive zur erfolgreichsten Ausstellung in der 150-jährigen Geschichte des Museums machte.
Unter dem Titel Photograph und Kunstsammler zeigte das Tsaritsyno-Museum in Moskau vom 24. März bis 7. Juni 2009 eine Ausstellung von Gunter Sachs. Unter den 200 Fotografien waren zahlreiche neue Arbeiten, ebenfalls zu sehen war eine Auswahl der Dokumentarfilme von Sachs sowie 50 Werke aus seiner privaten Kunstsammlung.
Parallel zum New Pop Festival, an dem sich Sachs mit Plakatkunst beteiligt hatte, zeigte das Museum Frieder Burda ebenfalls in Baden-Baden vom 14. September bis 8. November 2009 eine Ausstellung mit Sachs-Fotografien.
Vom November 2013 bis März 2014 wurde in der Kunsthalle Schweinfurt die Sammlung Gunter Sachs gezeigt. Im Gegensatz zur Premiere in der Villa Stuck in München stellte Sohn Rolf Sachs gemeinsam mit der Familie für die Ausstellung in der Kunsthalle 70 zusätzliche Exponate zur Verfügung. Die Ausstellung wurde zu einem Who’s who der internationalen Kunstgeschichte und Pop Art, mit Werken von Andy Warhol, Roy Lichtenstein, Salvador Dali, Max Ernst und anderen. 64.744 Besucher kamen aus ganz Deutschland und darüber hinaus. 858 gebuchte Führungen zählten insgesamt 17.000 Teilnehmer. Wegen des unerwartet großen Andrangs, an einigen Tagen mit langen Warteschlangen vor dem Eingang, wurden die Öffnungszeiten erweitert. Die Ausstellung verstand sich als „eine Hommage der Familie Sachs an ihre Wurzeln“. Gunter Sachs selbst hatte jedoch ein distanziertes Verhältnis zu seiner Heimatstadt.

### Astrologie
Gemeinsam mit einem Team von Mathematikern und Statistikern überprüfte Sachs 1994 die Aussagen der Sonnenzeichen-Astrologie, die von R. H. Naylor 1930 eingeführt wurde. Zwar gab es bereits zuvor Untersuchungen wie die des Mars-Effektes von Michel Gauquelin, das Neuartige an Sachs’ Forschung waren jedoch die großen Datenmengen, die er als Grundlage zur Auswertung nutzen konnte.
Er gründete 1995 das Institut zur empirischen und mathematischen Untersuchung des möglichen Wahrheitsgehaltes der Astrologie in Bezug auf das Verhalten von Menschen und deren Anlagen (IMWA). In statistischen Untersuchungen mit über 20 Millionen schweizerischer, englischer, deutscher und französischer Daten, die 1997 in dem Band Die Akte Astrologie veröffentlicht wurden, konnten dem Buch zufolge signifikante Zusammenhänge zwischen den sogenannten Sonnenzeichen und verschiedenen Verhaltensweisen festgestellt werden, etwa bei Eheschließung, Berufswahl, Verkehrsverhalten oder Neigung zum Suizid.
Das Buch enthält des Weiteren einen Anhang mit den Ergebnissen einer von Sachs beim Institut für Demoskopie Allensbach in Auftrag gegebenen Studie zum Thema Tierkreiszeichen mit einem Vorwort von Elisabeth Noelle-Neumann. Das Buch stand 21 Wochen lang auf der Spiegel-Bestsellerliste, es wurde in England für den Astrological Research Award nominiert. 1998 erschien das Buch in englischer, im Jahr 2000 in französischer Sprache.
Postum veröffentlichte seine Familie sein zweites der Astrologie gewidmetes Buch, Mein astrologisches Vermächtnis: Das Geheimnis von Liebe, Glück und Tod (Scorpio Verlag, 2014).

## Kritik

### Vorwurf des „Gammelns“
1973 kritisierten Günter Wallraff und Bernt Engelmann Sachs in ihrem Buch Ihr da oben – wir da unten in dem Kapitel „… gammelt für Deutschland: Gunter Sachs“.

### Astrologie
Der Statistiker Herbert Basler‚ 1998 akademischer Direktor am Institut für Angewandte Mathematik und Statistik der Universität Würzburg, übte Kritik an Sachs’ astrologischer Untersuchung. Basler würdigte allerdings, dass Sachs das Verdienst zukomme, „in einer breiten Öffentlichkeit die Einsicht verbreitet zu haben, dass astrologische Hypothesen, ebenso wie andere wissenschaftliche Aussagen, empirisch überprüfbar sind – mit den Methoden der Mathematischen Statistik als Hilfsmittel“.
Die Psychologen Ivo Ponocny und Elisabeth Ponocny-Seliger haben in ihrer 2009 erschienenen Studie Akte Astrologie Österreich etliche der in Akte Astrologie beschriebenen Studien mit österreichischen Datensätzen nachgerechnet und nur ein paar schwache Effekte gefunden und keinen Beleg für den Einfluss der Sterne.
Eine im März 2011 veröffentlichte Stellungnahme der Statistiker Katharina Schüller und Walter Krämer kam zu dem Schluss, Sachs’ Studie enthalte keine handwerklich-methodischen Fehler.
Eine Analyse seiner Daten aus dem Jahr 2003 kam zu dem Ergebnis, seine Analysen und Ergebnisse seien fehlerhaft und besäßen als wissenschaftliches Material keinen Nutzen (“Its analyses and results are not useable as scientific material”).
Der Psychologe Peter Niehenke schrieb in seiner Dissertation, Sachs’ aus den statistischen Ergebnissen gezogenen Schlussfolgerungen seien unzulässig und nichtssagend.

### Überprüfung mutmaßlicher finanzieller Verflechtungen
Am 4. April 2013 veröffentlichte die Süddeutsche Zeitung (SZ) einen Bericht über die Beteiligungen und finanziellen Verflechtungen von Gunter Sachs in Offshore-Finanzplätzen. In Zusammenarbeit mit der SonntagsZeitung und dem Norddeutschen Rundfunk recherchierten die Journalisten in den unter dem Projektnamen Offshore-Leaks veröffentlichten Datenbeständen des Internationalen Konsortiums für investigative Journalisten (ICIJ). Dabei wurden zahlreiche Dokumente wie Urkunden und Verträge, kopierte Personalausweise und Gebührenabrechnungen, interne E-Mails und Telefaxe, aber auch handschriftlich unterschriebene Briefe von Gunter Sachs, von seinem Privatsekretär und beteiligten Unternehmen, Trusts und Anwälten gesichtet. Sie belegen die Errichtung eines anonymen Firmengeflechts auf den Cook-Inseln und Beteiligungen an Firmen in anderen Steueroasen. Betreut wurde Sachs dabei mehrfach durch die Schweizer Anwaltskanzlei Lenz & Staehelin.
Die Steuerdaten ab 2008 von Gunter Sachs wurden nach der Berichterstattung von der Steuerverwaltung des Kantons Bern geprüft, die keine Verdachtsmomente feststellte, die die Einleitung eines Steuerverfahrens geboten hätten.

## Nachrufe und postume Rezeption
Zeit Online schrieb:

„Sachs hat die Medien und damit die Öffentlichkeit vor allem in Deutschland immer wieder fasziniert. Er selbst wusste, dass er zu den ‚aussterbenden Playboys‘ gehört. Er sagte dazu einmal, er habe beim Werben um weibliche Sympathien bewusst auf Statussymbole verzichtet. ‚Mit Sportwagen und teuren Anzügen kann man zwar auf sich aufmerksam machen, nachhaltig beeindrucken kann man Frauen damit aber nicht.‘“

Dabei habe es Sachs verstanden, auch „immer eine ernsthaftere Seite entgegenzusetzen“.
Welt Online veröffentlichte einen Nachruf von Inga Griese. Das Erste sendete einen Nachruf in ttt – titel, thesen, temperamente.

## Auszeichnungen
Sport:
- Junioren-Europameister Zweierbob (1959)[29]

Film und Kunst:
- Erster Preis des Internationalen Olympischen Komitees (1972) für seinen Ski-Sport-Dokumentarfilm
- Prädikat Wertvoll des Filmfestivals von San Sebastián
- Erster Preis des Filmfestivals von Hyères
- Ehrenpreis an der Photokina 1974
- Leica-Preis (1976)

Allgemeine Ehrungen:
- „Großes Goldenes Ehrenzeichen des Landes Kärnten“, 2007 überreicht von Jörg Haider[61]

## Publikationen
- Mädchen in meinen Augen. Heyne, München 1974, ISBN 3-453-52008-4.
- Licht’Bilder. Verlag Photographie, Schaffhausen 1981, ISBN 3-7231-1600-0.
- T’. Surreale Erzählungen & Photographien. Mirja-Sachs-Stiftung, München 1987.
- Die Akte Astrologie. Wissenschaftlicher Nachweis eines Zusammenhangs zwischen den Sternzeichen und dem menschlichen Verhalten. Goldmann, München 1997, ISBN 3-442-30746-5.
- Mein Leben. Piper, München 2005, ISBN 3-492-04486-7.
- Mein astrologisches Vermächtnis. Trinity, München 2014, ISBN 978-3-943416-85-5.

## Film
- Jens Nicolai, Kay Siering: Die Gunter Sachs Story. Video in: DOK, Schweizer Fernsehen, 2013 (50 Minuten)